# Аттукейе, Джона
Джона Аттукейе (англ. Jonah Attuquaye; род. 15 июня 2000, Гана) — ганский футболист, вингер клуба «Ауда». Выступал в национальной сборной Ганы.

## Карьера

### «Берекум Челси»
Воспитанник футбольный академии ганского клуба «Берекум Челси». В марте 2023 года вместе с молодёжной командой клуба отправился на турнир Виареджо, на котором футболист отличился 2 забитыми голами в 5 матчах. Также за основную команду в своём дебютном сезоне футболист провёл 11 матчей в Премьер Лиге.
Новый сезон за клуб начал 29 декабря 2019 года в матче против клуба «Хартс оф Оук», выйдя в стартовом составе и отличившись дебютным забитым голом в Премьер Лиге. Затем футболист провёл сезон как один из ключевых игроков клуба. Всего за клуб провёл 25 матчей в чемпионате за 2 сезона, в которых отличился забитым голом.

### «Легон Ситис»
В октябре 2020 года футболист перешёл в клуб «Легон Ситис». Дебютировал за клуб 14 ноября 2020 года в матче против клуба «Берекум Челси», забив свой дебютный гол. Футболист сразу же закрепился в основной команде клуба. В своём дебютном сезоне за клуб отличился 7 забитыми голами, однако остановился вместе с клубом лишь на 12 строчке в турнирной таблице.
Новый сезон за клуб начал с матча 31 октября 2021 года против клуба «Хартс оф Оук». В следующем матче 6 ноября 2011 года против клуба «Реал Тамале» футболист отличился своим первым в сезоне забитым голом. За сезон футболист также дважды появлялся на поле с капитанской повязкой. За сезон отличился 5 забитыми голами и 2 результативными передачами.
В следующем сезоне первый матч сыграл 11 сентября 2022 года в матче против клуба «Медеама». Первым результативным действием отличился 18 сентября 2022 года против клуба «Тамале Сити», отдав голевую передачу. Дважды выводил команду на матч с капитанской повязкой. Первый гол забил 21 декабря 2022 года в матче против клуба «Тококу Роялс».

### «Ауда»
В марте 2023 года футболист перешёл в латвийский клуб «Ауда». Дебютировал за клуб 6 апреля 2023 года в матче против «Риги», выйдя на замену на 73 минуте. Дебютный гол за клуб забил 28 мая 2023 года в матче против клуба «Метта». В июле 2023 года футболист отправился на квалификационные матчи Лиги конференций УЕФА. Первый матч в рамках еврокубкового турнира сыграл 27 июля 2023 года против словацкого «Спартака», выйдя на поле в начале второго тайма. По итогу ответного матча 3 августа 2023 года трнавский «Спартак» оказался сильнее и прошёл в следующий раунд квалификаций. По итогу сезона футболист стал бронзовым призёром чемпионата.

## Международная карьера
В 2021 году выступал за молодёжную сборную Ганы до 23 лет. Дебютировал за сборную в июле 2021 года в товарищеских матчах против Южной Кореи.
В июле 2022 года футболист вместе с национальной сборной Ганы отправился на квалификационные матчи чемпионата африканских наций. Дебютировал за сборную 24 июля 2022 года против сборной Бенина. Футболист вместе со сборной вышел в основной этап турнира. Первый матч на групповом этапе сыграл 19 января 2023 года против сборной Судана. По итогу группового этапа вышел в четвертьфинал, где 28 января 2023 года проиграл сборной Нигера.